# Мамайсур Борис Сергійович
Мамайсур Борис Сергійович (15 серпня 1938 — 19 жовтня 2003) — поет-шістдесятник, член Національної спілки письменників України з 1999 року.

## Біографія
Народився 15 серпня 1938 року в селі Сенькове Куп'янського району Харківської області. У 1944 році з батьками переїхав у село Вороньків Бориспільського району Київської області. Тут закінчив десятирічку.
Працював у редакції Бориспільської районної газети. Згодом поступив у Харківський бібліотечний інститут, який закінчив 1962 року. Того ж року його вірші надруковано в колективному збірнику «Щасливої дороги!», на них звернув увагу Максим Рильський й процитував у передмові «Весняне зілля». Наступного року в Держлітвидаві України виходить збірка поезій Бориса Мамайсура з риторичною назвою «Чи буде шторм?». Працював у бібліотеці імені КПРС.
У результаті важкої хвороби з 1965 року перебував на пенсії, але не полишав віршувати. Неодноразово бував на квартирі Івана Світличного, листувався з ним.
1965 року в Празі чеською мовою надруковано колективну збірку «Mlada sovetska poezie: ukrajinsti basnici» (Молода українська поезія: українські поети), до якої увійшли й вірші Бориса Мамайсура. Василь Стус у «Най будем щирі…», розкритикувавши публіцистичність його поезії, наприкінці залишає читачеві трохи упевненості: «Б. Мамайсур тільки починається».
І лише 1997 року в київському видавництві «Сфера» з'являється нова збірка віршів «Другий початок» із передмовою Івана Дзюби. Третя Мамайсурова збірка «Йди і говори» (2006) вийшла посмертно завдяки старанням письменників Миколи Карпенка і Петра Засенка, які зберігали його неопубліковані раніше вірші.
Борис Мамайсур з 1985 року жив у місті Хмельницькому, де й помер 19 жовтня 2003 року.

## Пам'ять

### Вулиці та сквери
На честь Бориса Мамайсура у 2022 році було перейменовано вулицю Лермонтова у Хмельницькому.